# Sinomastax
Sinomastax is een geslacht van rechtvleugeligen uit de familie Eumastacidae. De wetenschappelijke naam van dit geslacht is voor het eerst geldig gepubliceerd in 1984 door Yin.

## Soorten
Het geslacht Sinomastax  is monotypisch en omvat slechts de volgende soort:
- Sinomastax longicornea (Yin, 1984)